# Mayonaka no Yaji-san Kita-san
Pour plus de détails, voir Fiche technique et Distribution.
Mayonaka no Yaji-san Kita-san (真夜中の弥次さん喜多さん) est un film japonais réalisé par Kankurō Kudō, sorti en 2005.

## Synopsis
Yaji et Kita, deux hommes amoureux, partent en pèlerinage au sanctuaire d'Ise dans l'espoir de sauver Kita de son addiction à la drogue.

## Fiche technique
- Titre : Mayonaka no Yaji-san Kita-san
- Titre original : 真夜中の弥次さん喜多さん
- Réalisation : Kankurō Kudō
- Scénario : Kankurō Kudō d'après le manga de Kotobuki Shiriagari et le Tōkaidōchū hizakurige de Jippensha Ikku
- Musique : Zazen Boys
- Photographie : Toshiyasu Yamanaka
- Montage : Sōichi Ueno
- Production : Mitsuru Uda
- Société de production : Asmik Ace Entertainment, Fellah Pictures et TYO Productions
- Pays :  Japon
- Genre : Comédie et fantastique
- Durée : 124 minutes
- Dates de sortie : 
  - Japon : 2 avril 2005

## Distribution
- Tomoya Nagase : Yajirobei
- Shichinosuke Nakamura : Kitahachi
- Sadao Abe : Kin-kin
- Yoshiyoshi Arakawa : l'esprit des morts
- Kumiko Asō : la femme du barman
- Tasuku Emoto : Non-non
- Arata Furuta : Shimizu no Jirocho
- Itsuji Itao : Naniwa Hotto
- Arata Iura : le barman
- Ryō Iwamatsu : le contremaître
- Naoko Ken : Datsueba
- Eiko Koike : O-Hatsu
- Kazuma Kuwabata : Naniwa Sando
- Ayaka Maeda : Komachi
- Suzuki Matsuo : Oiran
- Sarutoki Minagawa : le vendeur
- Aiko Morishita : la propriétaire
- Kanzaburō Nakamura : le roi Arthur
- Katsuhisa Namase : le marchand de journaux
- Hiroaki Ogi : un touriste
- Yumi Shimizu : O-Yuki
- Kotobuki Shiriagari : le propriétaire de la boutique de CD
- Riki Takeuchi : Shonoshin Kimura
- Susumu Terajima : le policier
- Satoshi Tsumabuki : le fantôme Yaijrobei
- Kazuo Umezu : le vieil homme buvant du thé
- Ken Yahagi : un touriste
- Tomomitsu Yamaguchi : O-Chin
- Nao Ōmori : le samouraï torturé

## Distinctions
Le film a été présenté en sélection officielle en compétition au Festival international du film fantastique de Neuchâtel 2006.